# 糙叶猕猴桃
糙叶猕猴桃（学名：Actinidia rudis）为猕猴桃科猕猴桃属的植物，为中国的特有植物。分布在中国大陆的云南等地，生长于海拔1,200米至1,400米的地区，多生于山地疏林中溪边或沟边湿润处，目前尚未由人工引种栽培。